# Фрегат

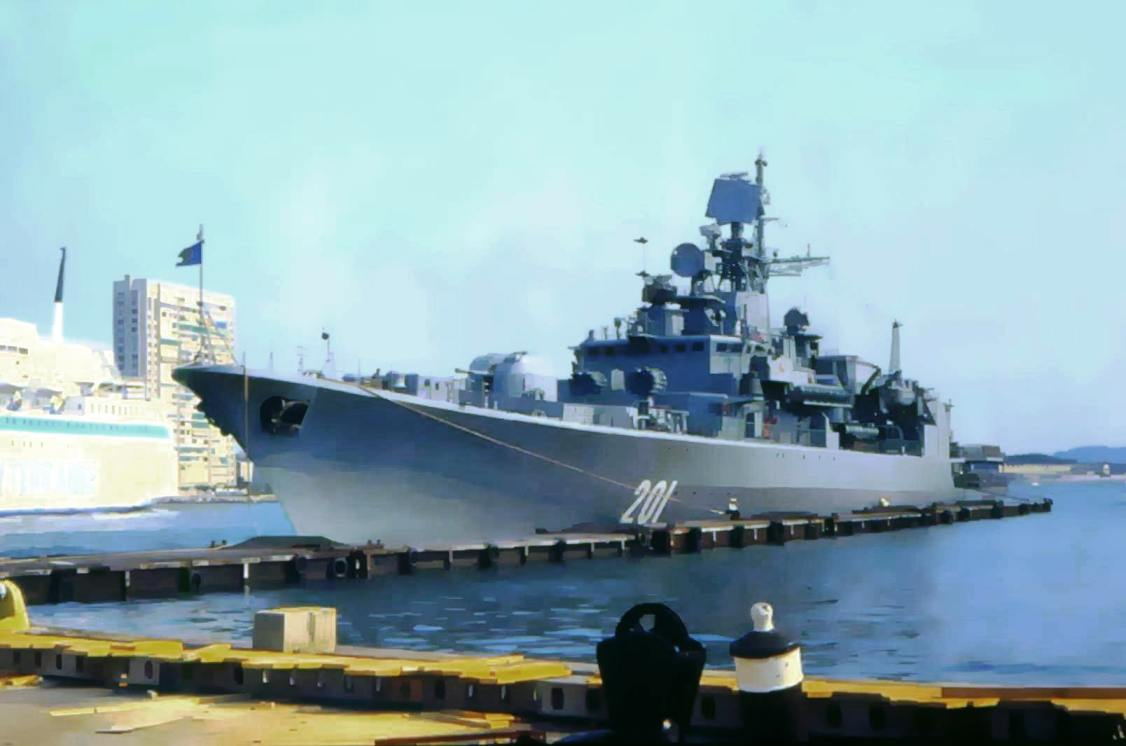
Флагман українських ВМС фрегат «Гетьман Сагайдачний»

Фрега́т (від італ. fregata, англ. frigate, фр. frégate, нім. Fregatte, іспанською та португальською fragata, турецькою firkateyn) — тип військових кораблів (за класифікацією НАТО) або клас, відповідно до термінології військовоморських джерел — військові кораблі, що спроможні самостійно здійснювати операції у відкритому морі.
Фрегати також можуть виконувати роль ескорту як додаткова допомога в бойових з'єднаннях військових кораблів. Наприклад, мати функції протичовнової боротьби, захисту авіаносців або інших великих кораблів.
У сучасній військовій термінології фрегат — надводний військовий корабель середнього розміру та озброєння його обладнання дозволяє:
- плавати у відкритому морі за будь-яких погодних умов;
- використовувати для нападу та захисту від підводних човнів, літаків чи інших суден;
- опціонально для атаки наземних цілей;
- діяти самостійно або у складі військово-морських сил.

У ВМС НАТО:
- В візуальному позивному для фрегатів передує «D» (есмінець або фрегат 1-го рангу )  або  «F» (фрегат або фрегат 2- го рангу) для суден меншої водотоннажності (фрегати спостереження, фрегати легкі таємні, для зв'язку);
- кодове позначення: «FF», «FFG» (оснащені ракетами «земля-повітря »), «FFH» (вертольотоносець).

Тоннаж  фрегатів становить від 2000 до 7000 тонн; менші, прирівнюються до корветів або патрульних катерів, а  більші та універсальніші, до крейсерів.
Слово «фрегат» походить від італійського «fregata» і вперше згадується у літературі в «Декамероні» (1350 р.). Подальша його етимологія повністю не з'ясована
Деякі дослідники ведуть історію поняття від лат. «navis fabricata», що означає «збудований корабель». У XVI ст. в Європі ця назва поширилась на різноманітні типи відносно невеликих швидких військових суден.

## Вітрильні фрегати
У XIII-XVI століттях назву «фрегат» мали вітрильно-гребні посильні судна при галерах. Фрегати мали 4—5 пар весел і косе вітрило. У далеких походах фрегати зазвичай буксирувалися флагманською галерою.

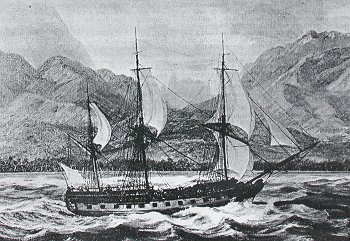
Французький фрегат La Boudeuse. Середина XVIII століття.

Приблизно з XVII століття, фрегатами називали найбільші вітрильно-гребні судна шхерного флоту. Крім звичайного вітрильного озброєння фрегати мали 12—18 пар весел. Артилерійське озброєння сягало до 38 гармат на одній гарматній палубі. Найвідомішими були дюнкеркські фрегати — маневренні і швидкохідні судна дюнкеркських піратів, які здійснювали на них напади на кораблі Республіки Об’єднаних провінцій Нідерландів.
З XVIII століття термін «фрегат» почав трактуватися ширше, означаючи, фактично, будь-який легкий швидкохідний корабель, здатний до самостійних дій. Класичні фрегати епохи вітрильного флоту були створені у Франції в середині XVIII століття. Це були трищоглові кораблі середнього розміру тоннажем близько 1000 тонн, на двох палубах яких розташовувалось до 62 гармат. Фрегати призначалися для крейсерування на морських комунікаціях і дальньої розвідки. Найбільші фрегати включалися в бойову лінію. Такі фрегати називалися лінійними фрегатами.

## Парові фрегати
З середини XIX століття на фрегати почали ставити парові машини і гребні колеса, а потім — гребні гвинти. Такі кораблі іменувалися пароплавофрегатами.
З 1860 року пароплавофрегати з броньованим корпусом називалися броненосними фрегатами. Водночас, з огляду на їх розміри та призначення це вже були основні кораблі.

## Сучасні фрегати

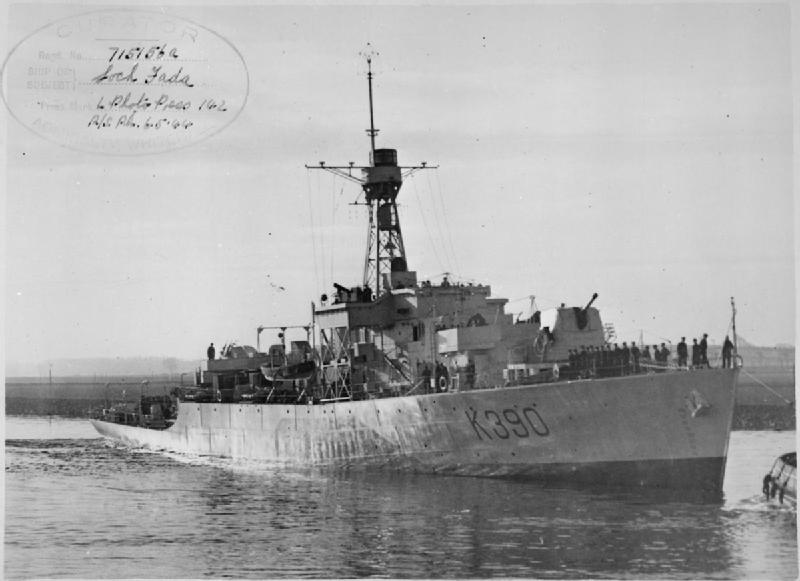
Англійський фрегат Loch Fada. 1944 рік.

### Часи Другої світової війни
Після початку Другої світової війни у Великій Британії вирішили створити новий тип ескортного корабля, який був би дешевшим та придатним для спорудження на цивільних верфях, але зберігав протичовнові можливості, дальність плавання та швидкість великих ескортних шлюпів (хоча й поступався останнім за артилерійським озброєнням головного калібру). Так з'явились кораблі типу "Рівер", що спершу класифікувались як "двогвинтові корвети". Надалі британці повторно ввели класифікаційний термін «фрегат», який призначався для виділення класу середніх ескортних кораблів, що займали проміжне положення між меншими і легше озброєними корветами та ескортними есмінцями (британські фрегати часів Другої світової не несли торпедного озброєння та мали суттєво меншу швидкість, аніж ескортні есмінці). Вони призначалися, головним чином, для боротьби з підводними човнами і супроводу конвоїв, для чого мали на озброєнні 102-мм і 76-мм гармати, 40-мм та 20-мм зенітні автомати, бомбомети. Можливо також відзначити, що в 1948 році великі ескортні шлюпи, які ще залишались на службі, були перекласифіковані британцями у фрегати.
У США під час Другої світової на основі британського проекту спорудили фрегати типу "Такома". Втім, американці віддали перевагу массовому  будівництву ескортних есмінців, хоча їх перший тип — "Евартс" — за швидкістю та через відсутність торпедного озброєння був аналогом британських фрегатів (наступні типи ескортних есмінців США вже отримали торпедні апарати та певну перевагу над британськими фрегатами у швидкості).
Аналогом фрегатів у Імперському флоті Японії стали кайбокани ("кораблі морської охорони"), останні і наймасовіші типи яких відрізнялись зменшеними водотоннажністю та швидкістю.  
| Країна                            | Велика Британія | Велика Британія | Велика Британія | Велика Британія | Велика Британія | Велика Британія | США                | США                | Японія                               | Японія                               |
| Тип                               | Рівер           | Лох             | Бей             | Кептен (Е)4     | Кептен (Б)5     | Колоні6         | Такома             | Евартс             | типи А та В                          | типи C та D                          |
| Класифікація у країні спорудження | фрегат          | фрегат          | фрегат3         | фрегат          | фрегат          | фрегат          | патрульний фрегат7 | ескортний есмінець | корабель морської оборони (кайбокан) | корабель морської оборони (кайбокан) |
| Артилерійське озброєння           | 2 х 102-мм1     | 1 х 102-мм      | 4 х 102-мм      | 3 х 76-мм       | 3 х 76-мм       | 3 х 76-мм       | 3 х 76-мм          | 3 х 76-мм          | 3 х 120-мм                           | 2 х 120-мм                           |
| Торпедне озброєння                | -               | -               | -               | -               | -               | -               | -                  | -                  | -                                    | -                                    |
| Максимальна швидкість, вузлів     | 20              | 20              | 19,5            | 20              | 24              | 20              | 20,3               | 199                | 19,7                                 | 16,5 - 17,5                          |
| Дальність, миль                   | 72002           | 9500            | 9500            | 5000            | 5500            | 7300            | 9500               | 5000               | 6000/6500                            | 6500                                 |
| при швидкості, вузлів             | 122             | 12              | 12              | 15              | 15              | 11              | 12                 | 15                 | 16/14                                | 14                                   |
| Тоннаж                            | 1370 - 1545     | 1435            | 1600            | 1140            | 1400            | 1264            | 1430               | 1140               | 860 - 940                            | 745                                  |
| Завершено кораблів                | 151             | 28              | 19              | 32              | 46              | 21              | 758                | 6510               | 55                                   | 123                                  |

1 Частина австралійських фрегатів цього типу мала не дві, а чотири 102-мм гармати. Канадські фрегати окрім двох 102-мм мали також одну 76-мм гармату
2 Частина британських та канадські фрегати мали дальність 7500 миль при швидкості 15 вузлів. Австралійські кораблі мали дальність 5180 миль при швидкості 12 вузлів
3 Мали спеціалізацію фрегатів ППО
4 Споруджені в США, де вони класифікувались як ескортні есмінці типу "Евартс"
5 Споруджені в США, де вони класифікувались як ескортні есмінці типу "Баклі", проте у Британії з них зняли торпедні апарати та класифікували як фрегати типу "Кептен"
6 Споруджені в США та передані Великій Британії фрегати типу "Такома"
7 Первісно класифікувались як "патрульні канонерські човни"
8 Включаючи 28 кораблів, переданих по ленд-лізу СРСР (де вони класифікувались як "сторожові кораблі"), але без урахування 21 фрегату для Великої Британії, що сформували тип "Колоні"
9 Багато кораблів типу мали швидкість 20 - 21 вузол
10 Без урахування 32 фрегатів для Великої Британії, що сформували тип "Кептен"

### Подальший розвиток класу
У післявоєнний час внаслідок розвитку корабельних систем озброєння, головним чином радіоелектронних засобів та керованої ракетної зброї (КРЗ), та занепаду епохи великих артилерійських кораблів, клас «фрегат», за прикладом англійців, був виділений у новий самостійний клас у ВМС більшості морських держав. З 1975 року у ВМС США кораблі водотоннажністю від 3000 до 6000 тонн з керованою ракетною зброєю, призначені для протиповітряної і протичовнової оборони були виділені в самостійний клас фрегати і отримали літерні позначення підкласів FF (фрегат) і FFG (фрегат КРЗ).
У системі класифікації ВМФ СРСР фрегатам відповідали «сторожові кораблі» (СКР).

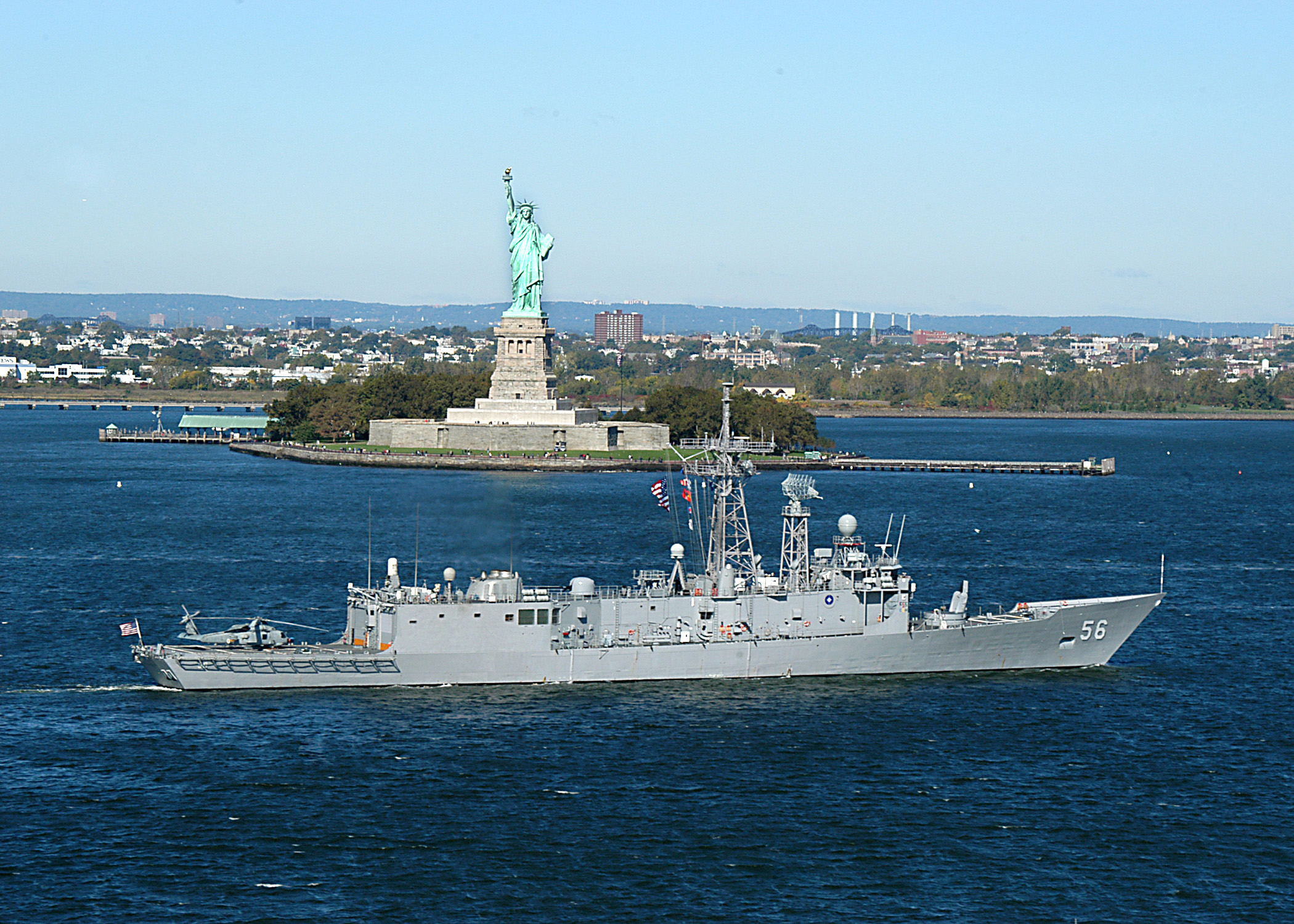
Фрегат ВМС США Simpson (FFG 56)

Сучасні фрегати — основний клас ескортних бойових кораблів, які призначені для пошуку і знищення підводних човнів, протиповітряної і протиракетної оборони кораблів і транспортів в складі корабельних ударних угруповань або ордерів авіаносних з'єднань, десантних загонів чи конвоїв. Повна водотоннажність фрегатів сягає 4—5 тисяч тонн, швидкість ходу 30—35 вузлів. На озброєнні мають протикорабельні, протичовнові крилаті ракети, зенітні ракети і артилерія, торпеди і міни. Можуть нести один-два палубних вертольоти. У флотах світу нараховується близько 350 фрегатів.

## Фрегати України
На озброєнні ВМС України стоїть один фрегат «Гетьман Сагайдачний» (F130) проекту 1135П. З озброєння зняті старі фрегати «Севастополь» (U132), «Миколаїв» (U133) і «Дніпропетровськ» (U134) проекту 1135М.
18 жовтня 2018 року Український мілітарний портал повідомив, а наступного дня було офіційно підтверджено, що Сполучені Штати запропонували передати фрегати класу «Олівер Газард Перрі» українським ВМС. У 2000-х роках на цих кораблях проходили стажування українські військові моряки та 25 березня 2009 року до Севастополя заходив фрегат цього типу — USS Klakring (FFG-42).